# Vivans
Vivans là một xã trong tỉnh Loire miền trung nước Pháp.